# Mercat Municipal de Llucmajor
El Mercat Municipal de Llucmajor o Peixeteria és un emblemàtic edifici modernista situat al centre de Llucmajor, Mallorca.
L'edifici de l'antic mercat municipal és obra de l'arquitecte mallorquí Jaume Alenyar i Ginard (1869-1945), i fou construït pel contractista Macià Caldés Amengual, que el finalitzà el 1916. En el seu interior es construïren 15 taules de matança i s'instal·là un sistema de gas per enllumenar l'interior. L'edifici té un soterrani que es destinà a magatzem de carn. Després es transformà en peixateria que funcionà fins a principis del segle XXI.
És un edifici, de caràcter modernista, d'estructura senzilla d'una sola planta i soterrani i amb poca decoració, ja que solament hi ha pilastres i palmetes. En els reixats dels portals, en té dos enfrontats, hi consta la data de construcció, 1915. Sobresurt l'escut de Llucmajor com a clau dels portals. Sobre les columnes que formen les cantonades i els pilars de les branques dels portals hi ha uns ornaments en semicercle. A cada façana, hi ha quatre finestrals separats cada un per una columna metàl·lica; damunt aquests finestrals, hi ha quatre finestrons i a la part inferior de l'edifici en trobam uns altres de dobles. Els llindars dels finestrals i finestrons inferiors fan rost per evitar que l'aigua de pluja entri. El voladís és de fusta i descansa sobre un llenyam que, a la vegada, ho fa sobre una mènsula de ferro forjat decoratiu.
El 2009-10 ha sofert una profunda restauració. S'han substituït unes persianes de ferro que tapaven els finestrals per vidrieres. L'interior s'ha habilitat per a oficina d'atenció al ciutadà i oficina d'atenció al turista. En el soterrani s'hi ha d'instal·lar l'arxiu municipal.